# Muribeca
Muribeca este un oraș în Sergipe (SE), Brazilia.